# Talant Dujshebaev
Talant Dujshebaev (russisch Талант Мушанбетович Дуйшебаев, Talant Muschanbetowitsch Duischebajew, wiss. Transliteration Talant Mušanbetovič Dujšebaev; * 2. Juni 1968 in Frunse, Kirgisische SSR,  Sowjetunion) ist ein ehemaliger Handballspieler ethnisch kirgisischer Herkunft, der seit Januar 2014 als Handballtrainer beim KS Kielce tätig ist. Er wurde zweimal (1994 und 1996) zum Welthandballer des Jahres gewählt. Seine Spielposition war im zentralen Rückraum. Er wurde in die Hall of Fame of European handball aufgenommen.

## Spielerkarriere

### Verein
Dujshebaev begann als 14-Jähriger mit dem Handballspiel in seiner Heimatstadt Frunse. Zuvor spielte er Fußball und war als Schwimmer aktiv. Beim Militär entdeckt, spielte Dushebajew fortan für ZSKA Moskau, wo er auch in der sowjetischen Liga debütierte. 1992 wechselte er zum spanischen Klub Teka Santander, mit dem er den EHF-Pokal 1993, die EHF Champions League 1994 sowie die spanische Meisterschaft 1993 und 1994 gewann. 1997 ging er in die deutsche Bundesliga zum TuS Nettelstedt, für den er mit 194 Toren zweitbester Bundesliga-Torschütze wurde und den Euro-City-Cup gewann. Nach nur einem Jahr schloss er sich GWD Minden an. 2001 kehrte er nach Spanien zurück und unterschrieb bei BM Ciudad Real, wo er erneut Meister und Pokalsieger wurde. Von 2005 bis 2007 war er dort Spielertrainer.

### Nationalmannschaft
Mit der Auswahl des Vereinten Teams gewann Dujshebaev 1992 Gold bei den Olympischen Spielen in Barcelona. Anschließend spielte er sowohl für die russische Nationalmannschaft, mit der er 1993 Weltmeister wurde, als auch nach der Erteilung der spanischen Staatsbürgerschaft 1995 für die spanische Nationalmannschaft, mit der er 1996 und 1998 Vize-Europameister wurde und 2000 Bronze gewann. Bei den Olympischen Spielen 1996 in Atlanta und Olympischen Spielen 2000 in Sydney gewann er ebenfalls die Bronzemedaille.

## Trainerkarriere

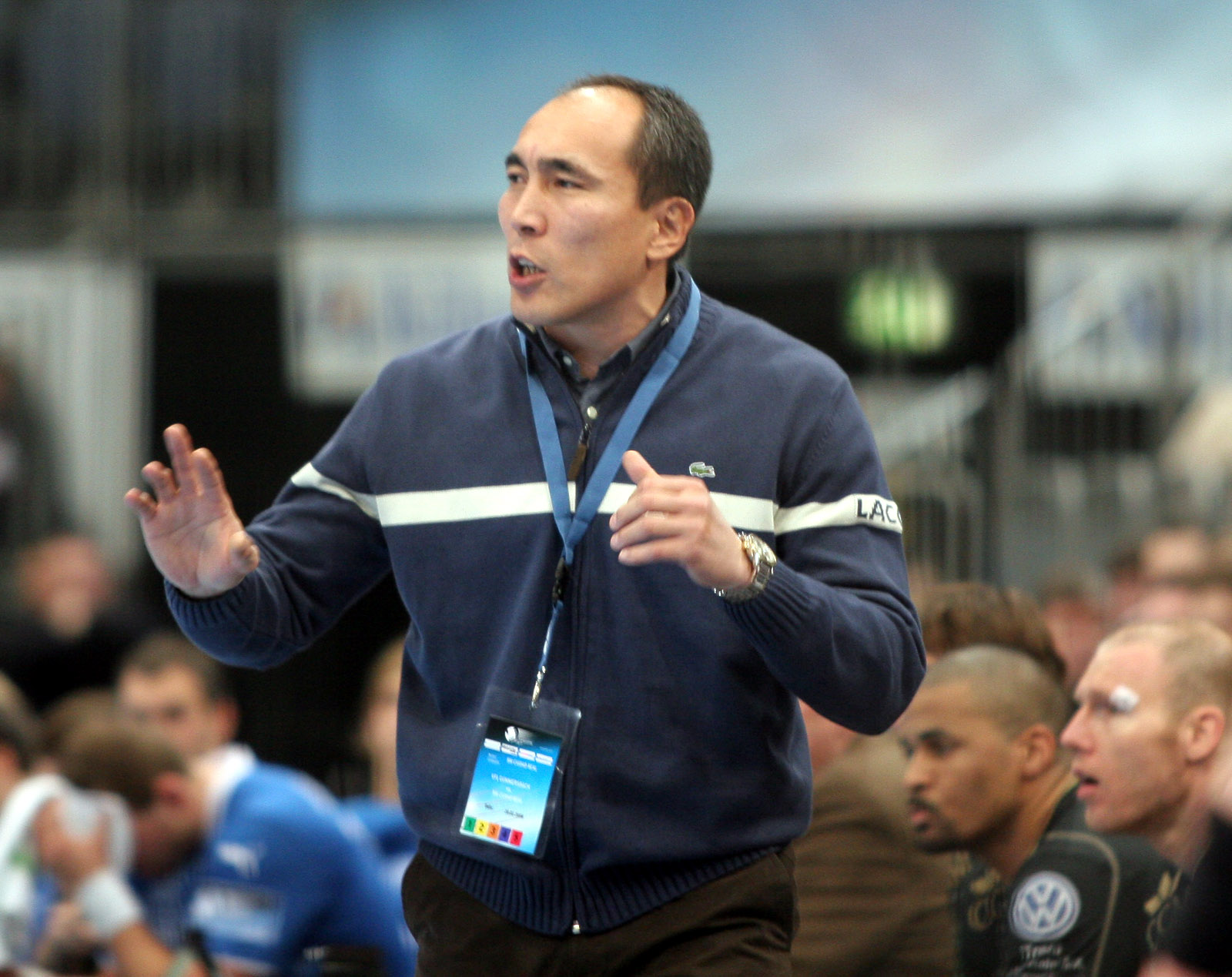
Talant Dujshebaev als Trainer

Zur Saison 2005/06 wurde Dujshebaev Spielertrainer bei BM Ciudad Real und ab der Saison 2007/08 nur noch Cheftrainer, da er nach einer Auseinandersetzung beim Super Globe im Sommer 2007 für ein Jahr als Spieler gesperrt worden war. Ein Jahr zuvor war er bereits in der Liga für vier Spiele gesperrt worden. Mit Ciudad Real bzw. dem Nachfolger Atlético Madrid gewann er fünfmal die Meisterschaft, fünfmal den Königspokal sowie sechsmal die Copa ASOBAL. International gewann er je dreimal die Champions League, die EHF Champions Trophy und den Super Globe. Zusätzlich erreichte er das Champions-League-Finale 2010/11 und 2011/12. Nach dem Rückzug Madrids im Sommer 2013 nahm er sich eine Auszeit. Anfang 2014 löste er beim polnischen Spitzenklub Vive Targi Kielce den bisherigen Trainer Bogdan Wenta ab, der seither Manager des Vereins ist. In dieser Saison gewann er mit Kielce Pokal und Meisterschaft in Polen. Im Oktober 2014 übernahm er daneben noch das Traineramt der ungarischen Nationalmannschaft als Nachfolger von Lajos Mocsai. Im Februar 2016 wurde sein Vertrag mit dem ungarischen Handballverband in beidseitigem Einvernehmen aufgelöst. Im selben Monat übernahm er das Traineramt der polnischen Nationalmannschaft. Im Mai 2016 gewann Dujshebaev mit Kielce die EHF Champions League durch als Überraschung eingestufte Siege über Paris Saint-Germain und Telekom Veszprém – nach 9-Tore-Rückstand – im Endturnier. Im Mai 2017 trat er von seinem Amt als Nationaltrainer zurück. Im Finale der EHF Champions League 2021/22 unterlag er mit Kielce dem FC Barcelona erst nach Siebenmeterwerfen 35:37. Ein Jahr später verlor er mit Kielce das Endspiel gegen den SC Magdeburg mit 29:30 nach Verlängerung.

## Sonstiges
Seine Söhne Alex und Daniel spielen ebenfalls Handball.

## Erfolge

### Als Spieler
- Olympische Spiele: Gold 1992, Bronze 1996 und 2000
- Weltmeister 1993
- Europameisterschaften: Silber 1996 und 1998, Bronze 2000
- EHF Champions League 1994
- EHF-Pokal 1993
- Euro-City-Cup 1998
- EHF Champions Trophy 2005
- Spanischer Meister 1993, 1994, 2004
- Spanischer Königspokalsieger 1995, 2003
- Copa ASOBAL 1997, 2004, 2005
- Spanischer Supercup 1993, 1995, 2005
- Goodwill Games 1990
- U-21-Weltmeister 1989

### Als Trainer
- EHF Champions League 2006, 2008, 2009, 2016
  - EHF-Champions-League-Finale: 2011, 2012, 2022, 2023
- EHF Champions Trophy 2006, 2008
- Super Globe 2007, 2010, 2012
- Spanischer Meister 2007, 2008, 2009, 2010
- Spanischer Königspokalsieger 2008, 2011, 2012, 2013
- Copa ASOBAL 2006, 2007, 2008, 2011
- Spanischer Supercup 2008, 2011
- Polnischer Meister 2014, 2015, 2016, 2017, 2018, 2019, 2020, 2021, 2022, 2023
- Polnischer Pokalsieger 2014, 2015, 2016, 2017, 2018, 2019, 2021, 2025

## Auszeichnungen
- Welthandballer 1994 und 1996
- 2. Platz bei der Wahl zum „Welthandballer des 20. Jahrhunderts“[14]
- Most Valuable Player EM 1996
- All-Star-Team WM 1997 und EM 1998
- Torschützenkönig Olympische Spiele 1992

Er wurde in die Hall of Fame of European handball aufgenommen. Im Jahr 2024 wurde er zudem in die Hall of Fame Asobal aufgenommen.